# Deutscher Leichtathletik-Verband

Logo federacji

Deutscher Leichtathletik-Verband – niemiecka narodowa federacja lekkoatletyczna. Powstała 29 stycznia 1898 w Berlinie. Siedziba znajduje się w Darmstadt. Federacja jest członkiem European Athletics. W 2009 była gospodarzem rozgrywanych w Berlinie 12. mistrzostw świata.